# Benedykt Heydenkorn
Benedykt Heydenkorn (ur. 14 lipca 1906 w Birczy Starej, zm. 10 października 1999 w Toronto) – polski dziennikarz, działacz emigracyjny, współpracownik paryskiej Kultury.

## Życiorys
Był wolnym słuchaczem na Uniwersytecie Warszawskim, od 1926 pracował jako dziennikarz, był m.in. warszawskim korespondentem agencji informacyjnej Havas i Berliner Tageblatt. Publikował m.in. w Buncie Młodych.
Po agresji ZSRR na Polskę w 1939 aresztowany przez NKWD, zesłany do łagru, uwolniony w 1941, z Armią Andersa opuścił ZSRR, służył w 2 Korpusie Polskich Sił Zbrojnych. Od 1944 do 1946 redagował pismo Dziennik Żołnierza. W 1949 wyjechał do Kanady. Od 1950 do 1957 pracował w piśmie Głos Polski, od 1957 w piśmie Związkowiec, którego został redaktorem naczelnym w 1964. Pod jego kierownictwem Związkowiec stał się największym pismem Polonii kanadyjskiej. Był jednym z założycieli Polsko-Kanadyjskiego Instytutu Badawczego, autorem i wydawcą wielu prac poświęconych polskiej społeczności w Kanadzie, a także pamiętników polskich imigrantów. Współpracował z paryską Kulturą, dla której pisał „Kronikę kanadyjską”. W 1977 przeszedł na emeryturę w Związkowcu, do 1981 był wolontariuszem w Multicultural History Society of Ontario. Od 1992 członek Polskiego Towarzystwa Naukowego na Obczyźnie
W 1980 otrzymał Nagrodę Kultury z okazji 400 numeru pisma - tzw. Nagrodę Przyjaźni i Współpracy

## Odznaczenia
- Krzyż Oficerski Orderu Odrodzenia Polski (11 listopada 1990)[2]
- Krzyż Oficerski Orderu Zasługi Rzeczypospolitej Polskiej (26 marca 1993, za wybitne zasługi w działalności polonijnej)[3]